# 253
Cette page concerne l'année 253  du calendrier julien. Pour l'année 253 av. J.-C., voir 253 av. J.-C. Pour le nombre 253, voir 253 (nombre).
L'année 253 est une année commune qui commence un samedi.

## Événements
- Printemps :
  - campagne sassanide en Mésopotamie. Chahpuhr Ier écrase une armée romaine de 60 000 hommes à Barbalissos. Il occupe temporairement une partie de la Syrie, de la Cilicie et de la Cappadoce[2]. En Arménie, Il remplace Tiridate II par un prince vassal des Perses.
  - le gouverneur de Mésie Émilien est victorieux du chef goth Cniva[3].

- 25 juin : début du pontificat de Lucius Ier (fin le 5 mars 254). Il est arrêté presque immédiatement après son élection et exilé, puis rappelé à l'automne[4].

- 24 juillet : profitant de ses succès dans sa campagne contre les Goths, Émilien est proclamé empereur romain par ses légions[5].

- Août :

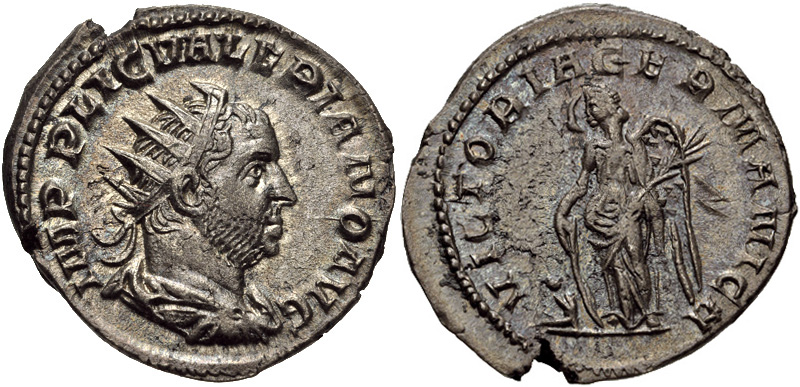
Valérien, de vieille famille sénatoriale, s’efforce de restaurer l’autorité impériale et de lui rendre sa stabilité.

  - durant une attaque contre Émilien, son successeur en Mésie, l'empereur Gallus et son fils Volusien sont tués par leurs propres troupes à Interamna[6].
  - Valérien, qui commande les troupes romaines en Rhétie, chargé de réprimer l'usurpation d'Émilien, est proclamé empereur à son tour[6].

- 22 octobre : Émilien est tué à son tour par ses soldats à Spolète, qui se rallient à Valérien[5] désormais seul empereur romain (fin de règne en 260). Son fils, Gallien, est associé au pouvoir et gouverne en Occident, tandis que lui-même se réserve l’Orient.

- Début des raids des Borani, habitants de la Crimée alliés des Goths en mer Noire. Ils attaquent Pityus en Pontide orientale. Un second raid, en 254 ou 255, atteint la côte nord de l'Asie mineure, notamment Trébizonde[7].

- Les Francs traversent le Rhin et envahissent la Gaule jusqu'à Lutèce[8].

- Révolte berbère des Bavares et des Quinquegentanei, dite de Faraxen, contre la domination romaine en Maurétanie Césarienne[9]. Leur chef est capturé et mis à mort en 260[10].

## Naissances en 253
- Numérien, empereur romain.

## Décès en 253
- Juin : Corneille, en exil.
- Août : Trébonien Galle, empereur romain et Volusianus, son fils.
- 22 octobre : Émilien, empereur romain.

- Origène, théologien et philosophe, chef de l'Église d'Alexandrie.